# Symphonia globulifera
Symphonia globulifera là một loài thực vật có hoa trong họ Bứa. Loài này được L.f. miêu tả khoa học đầu tiên năm 1782.